# Kaulbach-Villa (München)
Koordinaten: 48° 8′ 51,1″ N, 11° 34′ 58,8″ O

Gebäudefront an der Kaulbachstraße

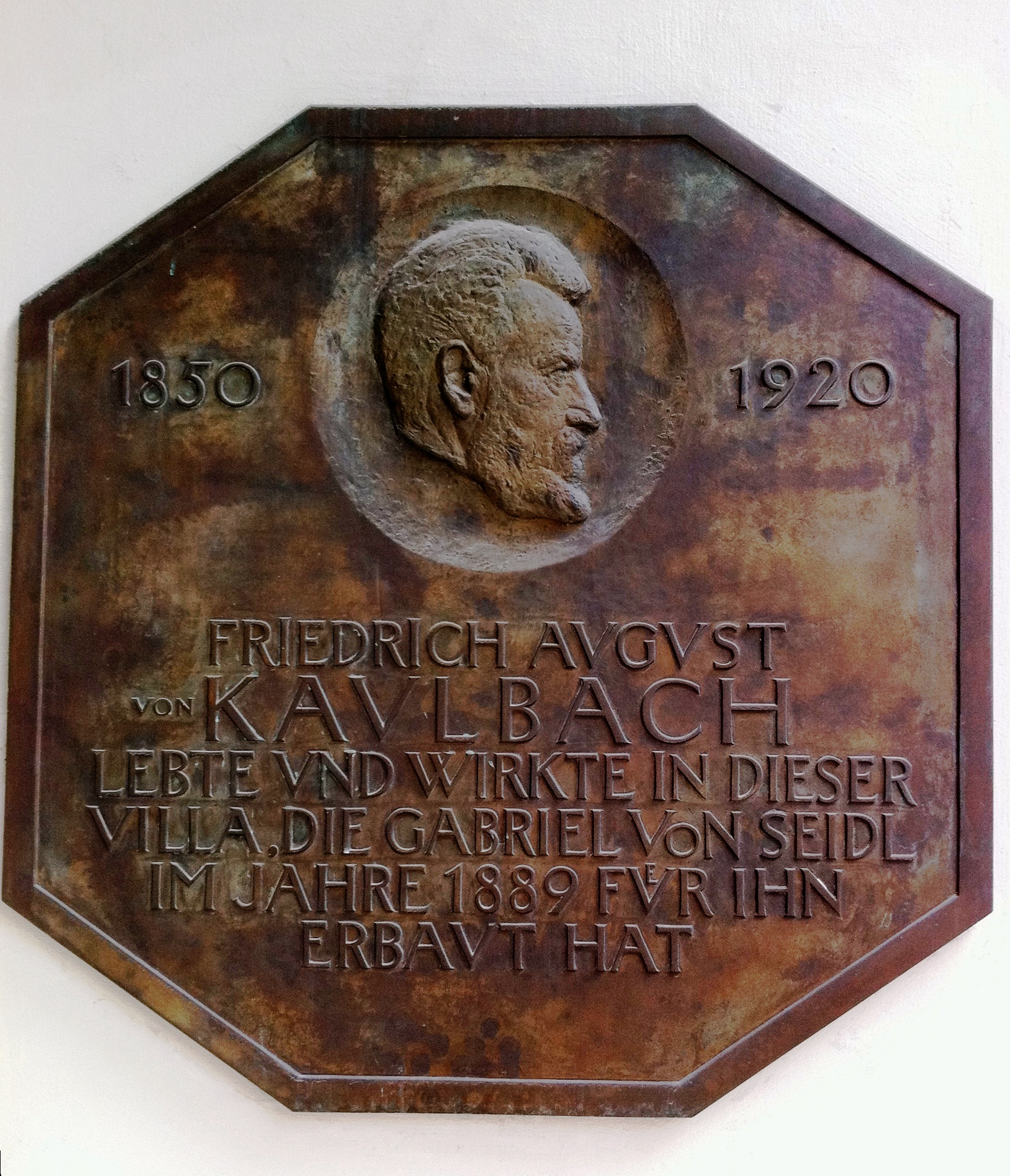
Gedenktafel für Friedrich August von Kaulbach am Gebäudeeingang

Gartenseite der Villa im August 1897

Die Kaulbach-Villa in München wurde als repräsentatives Wohnhaus des Malers Friedrich August von Kaulbach im Stil der Neorenaissance erbaut. Das von Gabriel von Seidl entworfene Gebäude an der Kaulbachstraße 15 im Stadtteil Maxvorstadt ist heute Sitz des Historischen Kollegs.

## Architektur
Architekt Gabriel Seidl orientierte sich beim Entwurf für Kaulbach an der Renaissance und dem Vorbild einer römischen Villa suburbana und errichtete den Bau von 1887 bis 1889. Er plante das Gebäude um ein ungewöhnlich großes Atelier im ersten Obergeschoss herum. Es hat 132 Quadratmeter, reicht über zwei Etagen und hatte ursprünglich große, verdunkelbare Fenster nach Norden und Osten und bot für von Kaulbachs Malerei optimale Lichtverhältnisse.
Die Straßenfassade ist symmetrisch mit einem leicht vorgestellten Mittelrisalit mit Segmentgiebel und einem eingezogenen Portal. Dieses wird von zwei dorischen Säulen flankiert. Zum großzügigen Garten mit 4200 Quadratmeter liegt eine Loggia mit großer Terrasse und Freitreppe. Im Inneren waren handwerklich aufwändige Holzarbeiten mit Kassettendecke und geschnitzten Portalen kennzeichnend. Die Fußböden einiger repräsentativer Räume sind mit Mosaiken geschmückt. Die Innenausstattung Stammt von Münchner Kunsthandwerkern, die auch an anderen Projekten Seidls arbeiteten. 
Die Loggia wurde nach wenigen Jahren verglast, Kaulbach ließ 1900 die Seitenflügel erhöhen, da für die Familie mit inzwischen drei Töchtern zu wenig Wohnraum vorhanden war.
Der Garten mit 4.200 m² war ursprünglich mit italienischen Statuen und prächtigen Einzelbäumen ausgestaltet. Ein Bassin in der Gartenmitte ist nicht erhalten, nur die Schale eines darin integrierten Brunnens. Eine Rotbuche ist als einziger Baum aus der Zeit Kaulbachs erhalten, sie ist als Naturdenkmal ausgewiesen. 

## Bau- und Nutzungsgeschichte
Friedrich August von Kaulbach ließ sich nach der Berufung an die Akademie der Bildenden Künste ein repräsentatives Wohn- und Atelierhaus in der Schönfeld-Vorstadt zwischen der Ludwigstraße und dem Englischen Garten bauen. Das Grundstück an der damaligen Oberen Gartenstraße 4 hatte er vom Königlichen Oberstzeremonienmeister Karl Graf von Moy erworben. Noch während der Bauphase wurde die Straße zu Ehren des 1874 verstorbenen Wilhelm von Kaulbach umbenannt – des Großonkels von Friedrich August.
Nach Kaulbachs Tod im Jahr 1920 lebte seine Witwe überwiegend in dem – ebenfalls als Kaulbach-Villa bezeichneten – Sommersitz der Familie in Ohlstadt. Die Witwe Kaulbach verkaufte das Münchner Gebäude 1931 an das studentische Corps Bavaria München, das es als Verbindungshaus nutzte. Dabei wurde das Atelier von dem Architekten Fritz Gablonsky in einen Festsaal umgebaut. Im Januar 1937 verkaufte die Studentenverbindung die Villa an den Freistaat Bayern. Seit Mai 1937 war sie die Dienstwohnung des Bayerischen Innenministers und Oberbayerischen NSDAP-Gauleiters Adolf Wagner, der bis zu seinem Tod 1944 dort wohnte.
Nach Kriegsende beschlagnahmte die US-Militärregierung das Gebäude. Der amerikanische Soldatensender American Forces Network (AFN Munich) bezog das Haus und nutzte es bis November 1984 als Studiozentrum.
Nach dem Abzug der Amerikaner wurde das Gebäude als Sitz der Wissenschaftseinrichtung Historisches Kolleg ausgewählt, die dadurch erstmals eigene Räume bekommen sollte. Dazu wurde die Villa durch Otto Meitinger generalsaniert und dabei wurde aufwändig der ursprüngliche Zustand der Fassaden wieder hergestellt. Die erhaltenen Teile der Innenausstattung wurden freigelegt und restauriert. Der Atelierraum wurde zur Bibliothek und Konferenzraum umgebaut.
Im November 1988 wurde das Gebäude als Historisches Kolleg eröffnet. Es verfügt über eine Nutzfläche von rund 760 Quadratmetern.

## Denkmalschutz
Die Kaulbach-Villa steht unter Denkmalschutz und ist unter der Aktennummer D-1-62-000-3298 in der Denkmalliste des Bayerischen Landesamtes für Denkmalpflege erfasst.